# أبو الفضل بن مبارك
أبو الفضل علامي فهامي بن مبارك ناگواري (و. 1551 – 1602 م) هو كاتب، وشاعر، ومؤرخ، وسياسي من سلطنة مغول الهند. ولد في أكرة.
تم اغتياله حيث توفي عن عمر يناهز 51 عامًا. قام بتأليف كتاب أكبر بتكليف من السلطان المغولي جلال الدين أكبر وقام بترجمة الإنجيل للفارسية. 

## روابط خارجية
- أبو الفضل بن مبارك على موقع الموسوعة البريطانية (الإنجليزية)